# Pic Tabeguache
Le pic Tabeguache, en anglais Tabeguache Peak, est un sommet montagneux américain dans le comté de Chaffee, au Colorado. Il culmine à 4 314 mètres d'altitude dans la chaîne Sawatch. Il est protégé au sein de la forêt nationale de San Isabel.